# Praslovanščina
Práslovánščina oziroma práslovánski jêzik je neizpričan rekonstruirani prajezik, skupni prednik vseh slovanskih jezikov. Lingvonim 'praslovanski' je pogojen, saj se ne ve kako so ta  jezik imenovali ljudje, ki so ga govorili. Jezik je bil verjetno živ nekako med 5. in 9. stoletjem. Kot večina drugih prajezikov praslovanščina nima pisnih virov, tako da je znanje o njej le rezultat njene jezikoslovne rekonstrukcije, v glavnem z vzporednim in zgodovinskim proučevanjem slovanskih in indoevropskih jezikov.